# Elatostema falcifolium
Elatostema falcifolium är en nässelväxtart som beskrevs av H. Schröter. Elatostema falcifolium ingår i släktet Elatostema och familjen nässelväxter. Inga underarter finns listade i Catalogue of Life.